# Siparunaceae
Classification APG III (2009)
Famille
Les Siparunaceae (les Siparunacées) sont une famille de plantes à fleurs de l'ordre des Laurales. Ce sont des angiospermes de divergence ancienne. Elle comprend des espèces de lianes et d'arbres.

## Étymologie
Le nom vient du genre Siparuna qui dériverait d'un nom vernaculaire amérindien donné à cette plante en Guyane, possiblement le Wayampi .

## Classification
La classification phylogénétique APG II (2003) ne considère que 75 espèces réparties en 2 genres.
Ce sont des lianes, des régions tropicales. On les rencontre en Amérique et en Afrique de l'Ouest.

## Liste des genres
Selon NCBI (13 avr. 2010) et  Angiosperm Phylogeny Website (16 mai 2010) :
- genre Glossocalyx
- genre Siparuna

Selon DELTA Angio (13 avr. 2010) :
- genre Siparuna
- genre Bracteanthus
- genre Glossocalyx

## Liste des espèces
Selon NCBI (13 avr. 2010) :
- genre Glossocalyx
  - Glossocalyx longicuspis
- genre Siparuna
  - Siparuna aspera
  - Siparuna bifida
  - Siparuna brasiliensis
  - Siparuna cervicornis
  - Siparuna conica
  - Siparuna cristata
  - Siparuna cuspidata
  - Siparuna cymosa
  - Siparuna decipiens
  - Siparuna dicipiens
  - Siparuna echinata
  - Siparuna glycycarpa
  - Siparuna guianensis
  - Siparuna laurifolia
  - Siparuna lepidota
  - Siparuna muricata
  - Siparuna pachyantha
  - Siparuna pauciflora
  - Siparuna radiata
  - Siparuna reginae
  - Siparuna sessiliflora
  - Siparuna subscandens
  - Siparuna thecaphora